# 大鏟島
大鏟島（英語原名：Tai Shan），位於中國廣東省深圳市南山區蛇口西面的前海灣海面，為深圳市第二大島，與鄰近島嶼小鏟島和孖洲合稱「大小鏟島」。大鏟島由南山區管轄。

## 地理
大鏟島地理形狀如同一個鏟，故有此名。北隔前海灣與小鏟島相望，南隔前海灣與孖洲相望。

## 名勝
1898年，清政府與英國簽訂《展拓香港界址專條》，把深圳河以南一帶（今日的新界和新九龍）租借給英國九十九年，以北土地（今深圳）歸清政府管理。故此，深圳南面在清朝至中華民國時期，在不少地方都建有海關，為防範英軍突襲，大鏟島也於清朝時代興建海上海關，至今已有超過百年歷史。

## 內部連結
- 深圳島嶼

## 外部連結
- 貿易通電子貿易專網：電子導報 - 川流不息